# УМЗ (заградитель)
УМЗ (от Универсальный Минный Заградитель) — советская инженерная машина для дистанционного минирования внаброс, созданная на базе бортового грузовика ЗИЛ-131.

## Назначение и конструкция
Предназначена для установки любых типов минных полей (противотанковых, противопехотных и смешанных) из мин ПТМ-1, ПТМ-3, ПФМ-1, ПОМ-1, ПОМ-2 либо любых других, совместимых с минными кассетами типов КСФ-1, КСФ-1С, КСФ-1С-0.5, КСФ-1С-0.5СК, КСО-1, КПОМ-2, КПТМ-1, КПТМ-3.
Представляет собой стандартный грузовой автомобиль ЗиЛ-131В, в кузове которого размещены система управления и шесть поворотных устройств с кассетными блоками для заброса мин, а в кабине располагается пульт управления.

## Тактико-технические характеристики
Боекомплект (ПТМ-3, ПОМ-2, ПФМ-1С, ПДМ-4 и т.п.) — 180 кассет с минами (30 шт. в 6 бл.)
Количество мин в боекомплекте, шт
ПТМ-3 — 180
ПФМ-1С (ПФМ-1) — 11520 (12960)
ПОМ-1С (ПОМ-1) — 1440 (1440)
ПОМ-2 «Отёк» — 720
Скорость минирования только на грунт, км/ч — 10-40
Протяженность однорядного ППМП, м — 4100-4200
Дальность минирования, м — 55-120
Плотность минирования, шт/м — 0,1-0,2
Время перезарядки боекомплекта силами расчета, мин — 100-120
Запас хода по топливу, км — 850
Скорость: 
максимальная транспортная, км/ч — 80
средняя по грунту, км/ч — 50
Мощность двигателя — 150 л/с
Масса пустого/с боекомплектом, кг	- 8 300/10 100
Расчет — 2 чел
Габариты 
длина, мм — 7 100
ширина, мм — 2 500
высота, мм — 2 973